# José Garibi y Rivera
José Garibi y Rivera (Guadalajara, 30 gennaio 1889 – Guadalajara, 27 maggio 1972) è stato un cardinale e arcivescovo cattolico messicano.
Fu il primo cardinale messicano: la porpora gli fu imposta da papa Giovanni XXIII.

## Biografia
Nacque a Guadalajara il 30 gennaio 1889.
Papa Giovanni XXIII lo elevò al rango di Cardinale presbitero di Sant'Onofrio nel concistoro del 15 dicembre 1958.
Morì il 27 maggio 1972 all'età di 83 anni.

## Genealogia episcopale e successione apostolica
La genealogia episcopale è:
- Cardinale Scipione Rebiba
- Cardinale Giulio Antonio Santori
- Cardinale Girolamo Bernerio, O.P.
- Arcivescovo Galeazzo Sanvitale
- Cardinale Ludovico Ludovisi
- Cardinale Luigi Caetani
- Cardinale Ulderico Carpegna
- Cardinale Paluzzo Paluzzi Altieri degli Albertoni
- Papa Benedetto XIII
- Papa Benedetto XIV
- Cardinale Enrico Enriquez
- Arcivescovo Manuel Quintano Bonifaz
- Cardinale Buenaventura Córdoba Espinosa de la Cerda
- Cardinale Giuseppe Maria Doria Pamphilj
- Papa Pio VIII
- Papa Pio IX
- Arcivescovo José María Ignacio Montes de Oca y Obregón
- Arcivescovo Próspero María Alarcón y Sánchez de la Barquera
- Arcivescovo Francisco Orozco y Jiménez
- Cardinale José Garibi y Rivera

La successione apostolica è:
- Vescovo Anastasio Hurtado y Robles (1936)
- Vescovo Ignacio de Alba y Hernández (1939)
- Vescovo Manuel Jerónimo Yerena y Camarena (1940)
- Vescovo Lino Aguirre García (1944)
- Vescovo Alfredo Galindo Mendoza, M.Sp.S. (1949)
- Arcivescovo Francisco Javier Nuño y Guerrero (1951)
- Vescovo Salvador Quezada Limón (1951)
- Vescovo Alfonso Tóriz Cobián (1954)
- Vescovo Adolfo Hernández Hurtado (1958)
- Vescovo José del Pilar Quezada Valdéz (1959)
- Vescovo Fidel Cortés Pérez (1959)
- Arcivescovo Carlos Quintero Arce (1961)
- Vescovo Miguel González Ibarra (1961)
- Cardinale José Salazar López (1961)
- Vescovo Manuel Romero Arvizu, O.F.M. (1962)
- Vescovo José Guadalupe Padilla Lozano (1963)
- Vescovo José Trinidad Sepúlveda Ruiz-Velasco (1965)
- Vescovo Antonio Sahagún López (1966)
- Vescovo Leonardo Viera Contreras (1967)
- Vescovo Everardo López Alcocer (1967)
- Vescovo Luis Rojas Mena (1968)